# Boxe aux Jeux de l'Empire britannique et du Commonwealth de 1962
Navigation
Édition précédente Édition suivante
Les compétitions de boxe anglaise des Jeux de l'Empire britannique et du Commonwealth de 1962 se sont déroulées du 22 novembre au 1er décembre à Perth, Australie.

## Résultats

### Podiums
| Catégories                    | Or               | Argent         | Bronze                          |
| Poids mouches (-51 kg)        | Robert Mallon    | Cassis Aryee   | Philip Waruinge Mike Pye        |
| Poids coqs (-54 kg)           | Jeff Dynevor     | Sammy Abbey    | J. Sentongo Peter Benneyworth   |
| Poids plumes (-57 kg)         | John McDermott   | Ali Juma       | Turori George Ted Stone         |
| Poids légers (-60 kg)         | Eddie Blay       | Kesi Odongo    | Brian Whelan Thomas Donovan     |
| Poids super-légers (-63,5 kg) | Clement Quartey  | Dick McTaggart | Brian Brazier H. Reti           |
| Poids welters (-67 kg)        | Wallace Coe      | John Pritchett | Albert Turmel                   |
| Poids super-welters (-71 kg)  | Harold Mann      | Brian Benson   | Frank Nyangweso Kenneth Hopkins |
| Poids moyens (-75 kg)         | Cephas Colquhoun | Thomas Arimi   | Moses Evans                     |
| Poids mi-lourds (-81 kg)      | Tony Madigan     | Jojo Miles     | Hans Christie Tom Menzies       |
| Poids lourds (+81 kg)         | George Oywello   | Bill Kini      | Holgar Johansen Graham Robinson |

### Tableau des médailles
| Place | Pays                                    | Médaille d'or | Médaille d'argent | Médaille de bronze | Total |
| ----- | --------------------------------------- | ------------- | ----------------- | ------------------ | ----- |
| 1     | Ghana                                   | 2             | 4                 | 0                  | 6     |
| 2     | Écosse                                  | 2             | 1                 | 1                  | 4     |
| 3     | Australie                               | 2             | 0                 | 2                  | 4     |
| 4     | Ouganda                                 | 1             | 1                 | 2                  | 4     |
| 4     | Nouvelle-Zélande                        | 1             | 1                 | 2                  | 4     |
| 6     | Canada                                  | 1             | 0                 | 1                  | 2     |
| 7     | Jamaïque                                | 1             | 0                 | 0                  | 1     |
| 8     | Angleterre                              | 0             | 1                 | 4                  | 5     |
| 9     | Kenya                                   | 0             | 1                 | 1                  | 2     |
| 10    | Fédération de Rhodésie et du Nyassaland | 0             | 1                 | 0                  | 1     |
| 11    | Fidji                                   | 0             | 0                 | 2                  | 2     |
| 12    | Irlande du Nord                         | 0             | 0                 | 1                  | 1     |
| 12    | Jersey                                  | 0             | 0                 | 1                  | 1     |
| 12    | Papouasie-Nouvelle-Guinée               | 0             | 0                 | 1                  | 1     |
| Total | 14 pays médaillés                       | 10            | 10                | 18                 | 38    |